# Astragalus dignus
Astragalus dignus es una especie de planta del género Astragalus, de la familia de las leguminosas, orden Fabales.

## Distribución
Astragalus dignus se distribuye por Tayikistán, Afganistán (Wakhan) y Pakistán.

## Taxonomía
Fue descrita científicamente por A. Boriss. Fue publicada en Botanicheskie Materialy Gerbariya Botanicheskogo Instituta Imeni V. L. Komarova Akademii Nauk S S S R. 10: 44 (1947).